# Слеме Скрадско
Слеме Скрадско (хрв. Sleme Skradsko) је насељено место у општини Скрад, Приморско-горанска жупанија, Хрватска.

## Историја
До територијалне реорганизације у Хрватској било је у саставу старе општине Делнице.

## Становништво
На попису становништва из 2011. године, Слеме Скрадско је имало 2 становника.
| Број становника према пописима | Број становника према пописима | Број становника према пописима | Број становника према пописима | Број становника према пописима | Број становника према пописима | Број становника према пописима | Број становника према пописима | Број становника према пописима | Број становника према пописима | Број становника према пописима | Број становника према пописима | Број становника према пописима | Број становника према пописима | Број становника према пописима | Број становника према пописима |
| ------------------------------ | ------------------------------ | ------------------------------ | ------------------------------ | ------------------------------ | ------------------------------ | ------------------------------ | ------------------------------ | ------------------------------ | ------------------------------ | ------------------------------ | ------------------------------ | ------------------------------ | ------------------------------ | ------------------------------ | ------------------------------ |
| 1857                           | 1869                           | 1880                           | 1890                           | 1900                           | 1910                           | 1921                           | 1931                           | 1948                           | 1953                           | 1961                           | 1971                           | 1981                           | 1991                           | 2001                           | 2011                           |
| 47                             | 48                             | 57                             | 53                             | 55                             | 60                             | 66                             | 80                             | 59                             | 43                             | 36                             | 21                             | 17                             | 9                              | 7                              | 2                              |

Напомена: Исказивано под именом Слеме до 1890, Сљеме 1900, Сљеме Скрадско од 1910. до 1948. и Слеме Скрадско од 1953. надаље.